# Yarmak
Олекса́ндр Валенти́нович Ярма́к, більш відомий під псевдонімом Ярмак (англ. Yarmak; стилізовано як YARMAK, ЯрмаК) (24 жовтня 1991 , Бориспіль, Київська область ) — український реп-виконавець та військовослужбовець, учасник російсько-української війни. Командир роти 412-й окремого полку безпілотних систем «NEMESIS». Молодший лейтенант.

## Життєпис
Олександр Ярмак народився в Борисполі. З 12 років почав займатися музикою, зокрема читанням репу, тоді ж познайомився із програмою для створення музики eJay. Улюбленими виконавцями Ярмака були Eminem, Баста, Каста та Centr. У 15-річному віці почав серйозно грати у КВК, після вступу на факультет літальних апаратів Національного авіаційного університету виступав за команду КВК «Збірна НАУ», разом з якою дійшов до фіналу Вищої української ліги.

Паралельно був фронтменом команди «Ботаніки». Також займався програмуванням, зокрема вебпрограмуванням та розробкою на Flash.

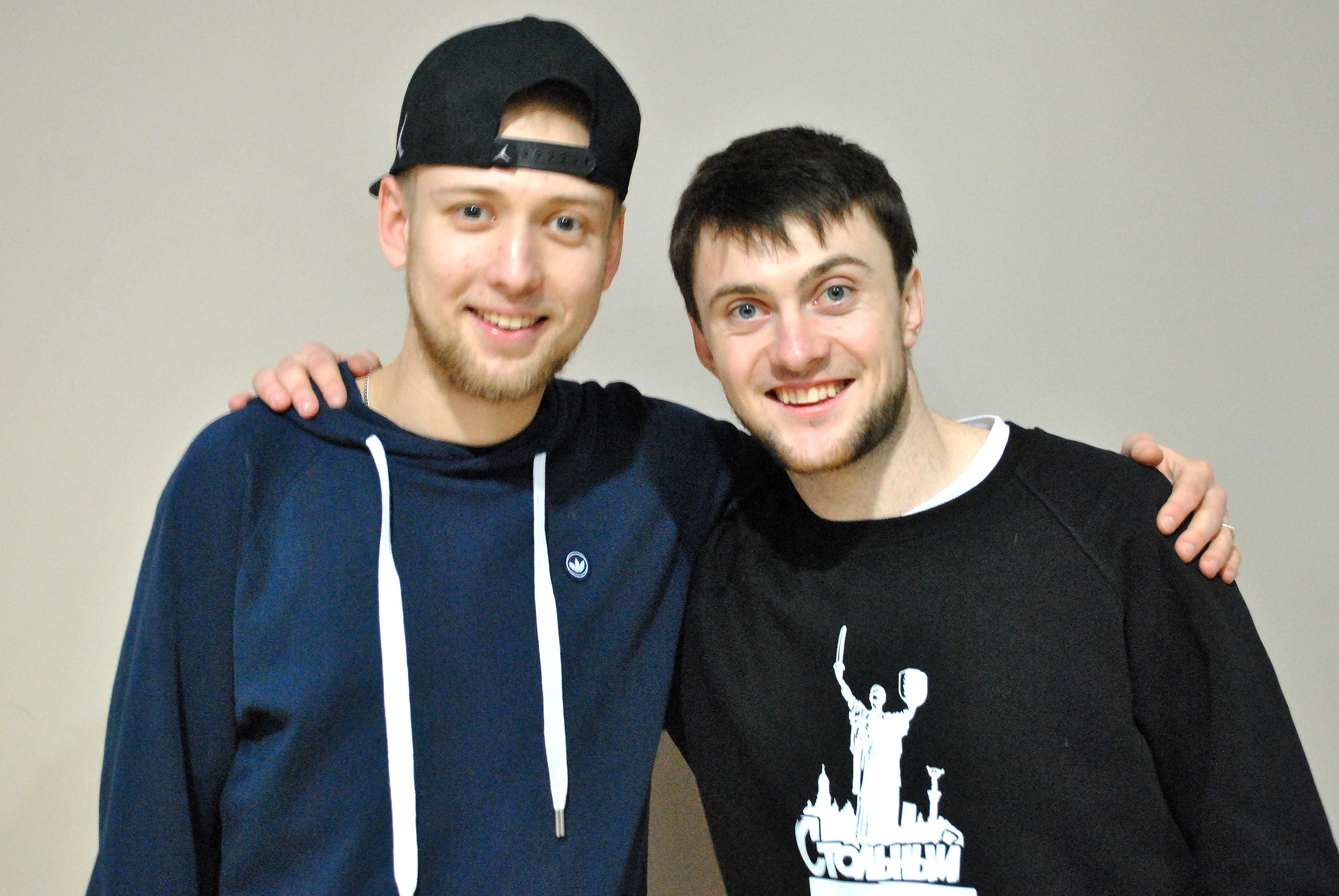
MC Tof та ЯрмаК

2010 року познайомився із програмою для створення музики Ableton Live та знайшов однодумців. Влітку 2011 року Олександр вперше почав публікувати свої треки у соцмережі ВК, а згодом також на YouTube. У грудні того ж року опублікував перший кліп, який за одну ніч набрав понад 50 тисяч переглядів, а вже за два тижні — мільйон. Протягом 2012 року Ярмак презентував ще декілька вдалих відеокліпів та повноформатний альбом «ЯсЮТуба». 2013 року музикант підтримав акції протестів на захист прав Павліченків та написав на цю тему композицію «Свободу честным».
Окрім студійної роботи, Олександр приділив значну увагу живим виступам, відвідавши численні міста України, зокрема напередодні його туру в західній частині України в мережі з'явилося запрошення на концерти у вигляді пісні українською мовою.
У 2013 році кліп на пісню «Сердце пацана» став лідером переглядів серед усіх російськомовних виконавців на YouTube, а за версією порталу «Новый Рэп» переміг у номінації «Відео Року».[джерело?] 30 листопада 2013 року в Києві у клубі «Forsage» відбулася презентація другого альбому виконавця, що отримав назву «Второй альбом».
26 жовтня 2013 року на каналі НЛО TV розпочався показ 24-серійного гумористичного сіткому «Як гартувався стайл», що розповідає про життя та становлення Олександра Ярмака. 24 жовтня 2014 року вийшов 2 сезон серіалу, в якому описана боротьба з наркомафією.
ЯрмаК брав безпосередню участь у подіях Євромайдану та протистояннях на Грушевського. У лютому 2014 року він спільно з MC Tof (Андрій Тофецький) презентував відеокліп на пісню «22», що вдало поєднала патріотичну лірику та хіп-хоп. ЯрмаК самостійно зібрав документальні відеоматеріали з Євромайдану та змонтував їх у відеоряд до кліпу. Пісня набула популярності та стала хітом. Схвальний відгук про лірику цієї пісні надав поет та видавець Іван Малкович.
21 березня 2015 в соцмережах був представлений третій студійний альбом «Made in UA».
7 квітня 2017 випустив четвертий альбом «Restart», у який увійшло 16 пісень. Зокрема перша сольна україномовна пісня під назвою «Твої сни» в дуеті з Ольгою Чернишовою.
2017 взяв участь у запису треку «#BOY» для альбому +-= гурту Bahroma. За словами Романа Бахарєва ідея записати спільну пісню виникла у них майже одночасно. Влітку того ж року ЯрмаК виступив на першому фестивалі MRPL City у Маріуполі

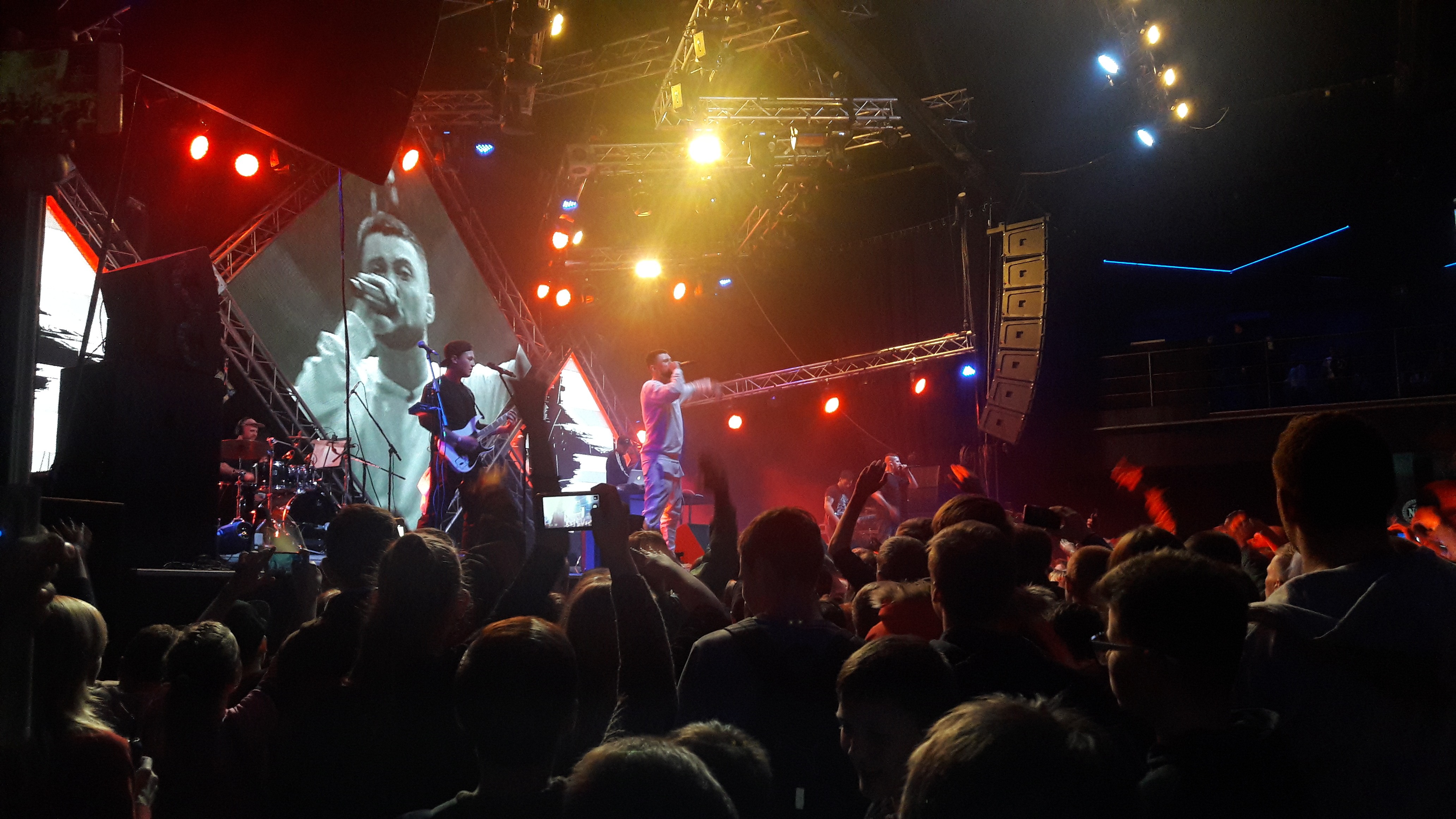
Виступ, присвячений 5-річчю на сцені. Київ, Стереоплаза. 11 листопада 2017 р.

11 листопада 2017 року відбулося перше велике шоу Ярмака на честь п'ятирічної діяльності.
20 жовтня 2018 року випустив відеокліп на пісню «Волчата».
6 грудня 2018 року, в День Збройних сил України Ярмак спільно з українською співачкою Tarabarova випустив спільний трек «Воїн», який вони присвятили українським військовим.
Наприкінці 2018 року спільно з Deepwine випустив пісню «Під прицілом».
22 серпня 2021 року випустив кліп на пісню «Потрібен живим [Архівовано 23 серпня 2021 у Wayback Machine.]», присвячений живим легендам України, в якому знялись Сергій Жадан, Євген Янович, Денис Бігус, Олександр Положинський, Олег Михайлюта (Фагот), Олександр Сидоренко (Фоззі), Світлана Тарабарова, Валерій Маркус, Віталій Дейнега, Максим Єрмохін, Жан Беленюк та Денис Берінчик.
До 2021 співав переважно російською мовою, а з 2021 року почав писати пісні українською. На початку 2022 року працював над створенням україномовного альбому «Власний код».

### Після повномасштабного вторгнення
26 лютого 2022 року записався добровольцем до лав ЗСУ.
Брав участь у боях на Харківщині, з 2023 року очолив взвод операторів FPV-дронів.
З вересня 2024 року штаб-сержант командування Сил безпілотних систем.
З 2025 року — командир роти 412-й окремого полку безпілотних систем «NEMESIS».

## Громадська позиція
Під час Революції Гідності був активістом Євромайдану, записав про це і зробив відеокліп на пісню «22» в 2014 році.
4 травня 2014 року після початку тимчасової окупації Росією Криму записав пісню-відеозвернення до мешканців півострова «Я буду ждать». З початку збройної агресії Росії на сході України записав декілька патріотичних пісень у підтримку ЗСУ і всіх захисників України та взяв участь в благодійних концертах для українських воїнів під назвою «Підтримаємо своїх».
У травні 2018 записав відеозвернення на підтримку ув'язненого у Росії українського режисера Олега Сенцова.
Піснею «Вона» долучився до акції «Так працює пам'ять», присвяченої пам'яті Данила Дідіка і всім, хто віддав життя за незалежність України.

## Скандали
У квітні 2017 року після резонансних заяв співака Івана Дорна та негативної реакції на них української громадськості, ЯрмаК заступився за колегу. Окрім іншого, його речення, де він згадав одного з лідерів українських визвольних змагань 1920—1950 років Степана Бандеру та німецького і радянського диктаторів Гітлера та Сталіна, мали негативний резонанс.

## У кіно
Пісня «Вставай» (2015) прозвучала у 4-й серії 2-го сезону німецько-люксембурзького серіалу «Погані банки».

## Дискографія
| Альбом                                         | Рік  | Формат           | Лейбл         |
| ---------------------------------------------- | ---- | ---------------- | ------------- |
| ЯсЮТуба                                        | 2012 | Студійний альбом | Yarmak Music  |
| Второй альбом                                  | 2013 | Студійний альбом | Yarmak Music  |
| Город Свободы (у складі Стольного Града)       | 2014 | Студійний альбом | Стольный Град |
| Made in UA                                     | 2015 | Студійний альбом | Yarmak Music  |
| Пока районы не спят (у складі Стольного Града) | 2016 | Студійний альбом | Стольний град |
| Миссия Орион ЕР                                | 2016 | ЕР-албом         | Yarmak Music  |
| Restart                                        | 2017 | Студійний альбом | Yarmak Music  |
| RED LINE                                       | 2020 | Студійний альбом | Yarmak Music  |

## Музичні відео
| Рік  | Кліп                                                                       | Посилання |
| ---- | -------------------------------------------------------------------------- | --------- |
| 2011 | Пидарасия                                                                  |           |
| 2012 | Маленькие города                                                           |           |
| 2012 | Мне не нравится                                                            |           |
| 2012 | Жара                                                                       |           |
| 2013 | ЯсЮТуба                                                                    |           |
| 2013 | Сердце пацана                                                              |           |
| 2014 | Мечта                                                                      |           |
| 2014 | Улетай (feat Tof, Fir, Лев)                                                |           |
| 2014 | 22 (feat Tof)                                                              |           |
| 2014 | Город Свободы (feat Tof, Fir)                                              |           |
| 2014 | Когда она проснется                                                        |           |
| 2014 | Мне бы на миг (feat Tof, Бардак)                                           |           |
| 2015 | Вставай                                                                    |           |
| 2015 | Мой Город                                                                  |           |
| 2015 | Едем                                                                       |           |
| 2015 | Мама                                                                       |           |
| 2015 | На месте                                                                   |           |
| 2015 | Время пришло (Стольный Град, Гига)                                         |           |
| 2016 | Чёрное золото (TS Prod.)                                                   |           |
| 2016 | Мои Правила (feat. LAUD)                                                   |           |
| 2016 | Правило боя (OST Правило бою)                                              |           |
| 2017 | Restart                                                                    |           |
| 2017 | Твої сни (ft. Оля Чернишова)                                               |           |
| 2017 | Живой (ft. FAME)                                                           |           |
| 2018 | Гни свою линию                                                             |           |
| 2018 | Indigo (ft. Green Gray)                                                    |           |
| 2018 | Волчата                                                                    |           |
| 2019 | Добрий вечір (ft ALINA PASH, DEN DA FUNK, LAUD, FAME, MR MAKOUNDI, JAMALA) |           |
| 2019 | Тут мій дім                                                                |           |
| 2020 | Пара года                                                                  |           |
| 2020 | Таких як я (ft. Kalush)                                                    |           |
| 2020 | Че там у хохлов                                                            |           |
| 2021 | Наступит день                                                              |           |
| 2021 | Мої дівчата                                                                |           |
| 2021 | Back to the game (ft. Tricky Nicki)                                        |           |
| 2021 | Потрібен живим                                                             |           |
| 2022 | Дике поле (ft. Alisa)                                                      | [ 30 ]    |
| 2022 | МОЯ КРАЇНА (ft. Tof)                                                       | [ 31 ]    |
| 2023 | Хай нам, брате, пощастить                                                  | [ 32 ]    |
| 2023 | RAGNAROK                                                                   | [ 33 ]    |
| 2024 | Вавилон                                                                    | [ 34 ]    |
| 2025 | Заповіт                                                                    | [ 35 ]    |